# 風情萬種塞車中
《風情萬種塞車中》（日语：コケティッシュ渋滞中）是以名古屋為據點的日本女子偶像團體SKE48的第17張單曲唱片，由avex trax於2015年3月31日發行。由於發行日期正好與姊妹團體NMB48的第11張單曲《Don't look back!》的發行日期撞期，是一向都會將自家作品發行日錯開的AKB48集團首次發生的情況，而受到歌迷與媒體關注。另外，有別於上一張單曲《12月的袋鼠》（12月のカンガルー）啟用新人擔任center（中央成員）的作法，此張單曲恢復以松井珠理奈與松井玲奈雙center的方式。

## 簡介
《風情萬種塞車中》這張單曲是繼2014年冬季發行的《12月的袋鼠》之後，相隔約3個半月後發行的新作。如同所有AKB48集團的相關唱片作品一般，本單曲也是採一單曲多版本方式發行，共推出了Type-A、B、C、D與劇場版（劇場盤）等五個收錄歌曲內容不同的版本。其中Type-A、B、C、D四個標準版本還分別推出了只有唱片上市初期限期發行的初回限定版，與長期發行的通常版，二者擁有不同的封面設計與隨附贈品（特典）內容，因此總計有9種不同的唱片版本。

### 姊妹團體單曲同日發行
新單曲的發行日期，最早是在2015年1月21日至25日舉辦的帶狀演唱會「AKB重溫時間 最佳曲目1035 2015」（AKB48 Request Hour Setlist Best1035 2015）之第三天日程（1月23日）中發表。在訊息發表中提及當時還沒有公佈曲名的新曲將會在3月31日與姊妹團體NMB48的新單曲同日發行，引起台上的成員與台下的聽眾們一片嘩然。雖然幕後的製作營運單位官方的說法是負責發行的兩家唱片公司，因為各自有非得在三月發行新作的時程考量，在無法協調錯開發行日的情況下只好選擇同日上架，並非蓄意進行對抗，但因為這是AKB48集團有史以來第一次遇到姊妹團體的作品發行日撞期的情況，因此很難讓人不去作類似的聯想。
配合這少見的撞期情況，包括《AKBINGO!》、《有吉AKB共和國》在內的幾個AKB48集團之冠名電視節目，都不約而同地推出由SKE48與NMB48同台演出的對抗節目企畫；另外，由於SKE48與NMB48分別擁有連續12張與連續6張單曲唱片銷售週榜冠軍的頭銜，因此同日發行勢必會中斷其中一個團體的連霸紀錄。
除此之外，也因為發行日撞期的情況，有3位同時擁有SKE48與NMB48成員身份、原本固定會入選單曲選拔的高知名度兼任成員，在此次的新作中完全沒有參與兼任團體的主打單曲與作為B面曲的各隊隊曲之錄製，其中SKE48的高柳明音入選了《風情萬種塞車中》的選拔，但並未參與NMB48的主打單曲與Team BII隊曲《浪漫的雪》（ロマンティックスノー）的錄製；NMB48的山田菜菜與渡邊美優紀則入選NMB48單曲《Don't look back》的單曲選拔，但卻在SKE48的單曲與Team KII隊曲《今夜Join us!》（今夜はJoin us!）及Team S隊曲《DIRTY》中缺席。相較之下，由AKB48與HKT48等其他姊妹團體前來SKE48與NMB48兼任的成員，則照常參與主打單曲與隊曲的錄製，未受影響。

## 版本與收錄內容
如同前述，《風情萬種塞車中》一共發行了Type-A、B、C、D與劇場版共五種收錄歌曲內容不同、九種封面設計不同的版本，其中四個主要版本的包裝內除了音樂CD之外，還另行附贈一片收錄有新曲MV的DVD，只有劇場版是純收錄音樂沒有附贈影片，但多附了一張可用於下載數位音樂的音樂卡（Music Card）。除了實體唱片發行與常見的音樂網站數位下載外，伴隨新單曲的發行唱片公司也推出單獨銷售版本的音樂卡，是SKE48歷張唱片中首度的嘗試。每張音樂卡上都印了一位SKE48成員的個人獨照，共出版了58個不同成員的版本。
由於SKE48自稱是「日本最常搭乘新幹線的團體」、成員們經常需要配合活動與節目演出搭車在東京與名古屋之間往返，因此新單曲的封面照大量採用了與新幹線有關的要素。在此張單曲的九個封面版本中，有八個是在JR東海所屬的東海道新幹線月台、檢票口或車廂內拍攝，或有新幹線相關的事物入鏡。另外，新單曲的推廣標語「進入月台的列車讓妳的頭髮跳起舞來」（ホームに近づく電車が 君の髪を踊らせる）也同樣呼應了類似的概念。封面上手繪風格的單曲名標題，是由成員之一的高柳明音設計。
在各版本唱片收錄的曲目方面，除了主打A面曲《風情萬種塞車中》外，各版本皆另行收錄兩首B面曲。其中，在所有版本的第三音軌中收錄的《我都知道》（僕は知っている）是紀錄片電影《偶像之淚 SKE48紀錄片》（アイドルの涙 DOCUMENTARY of SKE48）的主題曲，可視為是此張單曲的主要B面曲，除此之外各版本的第二音軌還分別收錄了各自不同的另一首B面曲。

### Type-A
Type-A是收錄了Team S隊曲《DIRTY》的版本。在封面設計上，Type-A初回限定版的封面採用了此次擔任雙center之一的松井珠理奈之獨照，而通常版的封面則是單曲選拔成員中的松村香織、宮澤佐江、須田亞香里與谷真理佳四人在車站月台之合照。
Type A詳細的收錄內容如下：
CD
1. 《風情萬種塞車中》（コケティッシュ渋滞中）
2. 《DIRTY》- Team S隊曲
3. 《我都知道》（僕は知っている）- 以「SKE48紀錄片」（DOCUMENTARY of SKE48）的臨時分隊名義演唱之作品
4. 《風情萬種塞車中》純配樂（off vocal）版
5. 《DIRTY》純配樂版
6. 《我都知道》純配樂版

DVD
1. 《風情萬種塞車中》MV
2. 《DIRTY》MV
3. 特典影片「SKE48模擬歌迷握手會」（SKE48ファン握手会シミュレーション）

### Type-B
Type-B是收錄了Team KII隊曲《今夜Join us!》的版本。在封面設計上，Type-B初回限定版的封面採用了此次擔任雙center之一的松井玲奈之獨照，而通常版的封面則是單曲選拔成員中的東李苑、大矢真那與宮前杏實三人在新幹線檢票口之合照。
Type B詳細的收錄內容如下：
CD
1. 《風情萬種塞車中》
2. 《今夜Join us!》- Team KII隊曲
3. 《我都知道》- 「SKE48紀錄片」演唱
4. 《風情萬種塞車中》純配樂版
5. 《今夜Join us!》純配樂版
6. 《我都知道》純配樂版

DVD
1. 《風情萬種塞車中》MV
2. 《今夜Join us!》MV
3. 特典影片「SKE48的神對測定 presented by BS富士」（SKE48の神対測定 presented by BSフジ）：此影片是BS富士電視台與SKE48合作企畫，並於3月29日在該電視台播映的新單曲發行紀念節目，由搞笑藝人奧拉奇歐（日语：弾丸ジャッキー）擔任節目司儀。在影片中BS富士虛構了一個為了慶祝建台15週年而耗資15億日圓拍攝的紀念節目而舉辦之甄選會，在成員參與試鏡的過程中施以各種不同的整人橋段，並偷拍成員們的反應，以便在29名受整的成員中選出反應最得體的「神對應」冠軍。其中，在電視台節目中撥出的是其中9人的剪輯排行版本，但在唱片隨附的DVD中則收錄了完整的29人版。

### Type-C
Type-C是收錄了Team E隊曲《靜音的電視機》的版本。在封面設計上，Type-C初回限定版的封面是單曲選拔成員古畑奈和與北川綾巴兩人在新幹線車廂內的合照，而通常版的封面則是二村春香、木本花音、柴田阿彌與大場美奈四人在車站月台之合照。
Type C詳細的收錄內容如下：
CD
1. 《風情萬種塞車中》
2. 《靜音的電視機》（音を消したテレビ）- Team E隊曲
3. 《我都知道》- 「SKE48紀錄片」演唱
4. 《風情萬種塞車中》純配樂版
5. 《靜音的電視機》純配樂版
6. 《我都知道》純配樂版

DVD
1. 《風情萬種塞車中》MV
2. 《靜音的電視機》MV
3. 特典影片「SKE48研究生的武者修行～滑冰篇～」（SKE48研究生の武者修行〜アイススケート編〜）

### Type-D
Type-D是收錄了佐藤實繪子、中西優香與古川愛李三名即將畢業資深成員的畢業曲《櫻花，想要讓你記得》的版本。在封面設計上，Type-D初回限定版的封面是單曲選拔成員高柳明音、佐藤堇與惣田紗莉渚三人在車站屋頂天台的合照，而通常版的封面則是江籠裕奈、神門沙樹與磯原杏華三人在列車車廂內之合照。
Type D詳細的收錄內容如下：
CD
1. 《風情萬種塞車中》
2. 《櫻花，想要讓你記得》（桜、覚えていてくれ）- 佐藤實繪子、中西優香、古川愛李演唱曲
3. 《我都知道》- 「SKE48紀錄片」演唱曲
4. 《風情萬種塞車中》純配樂版
5. 《櫻花，想要讓你記得》純配樂版
6. 《我都知道》純配樂版

DVD
1. 《風情萬種塞車中》MV
2. 《櫻花，想要讓你記得》MV
3. 特典影片「畢業紀錄片 伙伴的詩～再見的側臉～」（卒業 documentary 仲間の詩〜さよならの横顔〜）：此影片是以在單曲唱片發行期前後畢業離團的佐藤實繪子、小林亞實、岩永亞美、阿比留李帆、山田瑞穗（山田みずき）、古川愛李與中西優香七人的畢業留言，與和其他成員對談關於畢業與回顧的影片剪輯。影片由經常與SKE48合作的藝人鐵平（日语：鉄平 (タレント)）旁白。

### 劇場版
劇場版是收錄了由SKE48成員演出的舞台劇《AKB49～戀愛禁止條例～》SKE48單獨公演插入曲《夜的教科書》的版本。劇場版是唯一封面照片與新幹線無關的版本，而是採用了21名單曲選拔成員在主打歌MV主要拍攝地點、名古屋市內的地標建築綠洲21頂樓的合照。
劇場版詳細的收錄內容如下：
CD
1. 《風情萬種塞車中》
2. 《夜的教科書》（夜の教科書）- 「Selection 17」演唱曲
3. 《我都知道》- 「SKE48紀錄片」演唱曲
4. SKE48第17張單曲組曲（17th Single Medley）
5. 《風情萬種塞車中》純配樂版
6. 《夜的教科書》純配樂版
7. 《我都知道》純配樂版

## 歌曲與參與成員
以下各首歌曲的參與演唱成員之所屬團體與分隊，皆是以單曲唱片發行時的時點為準，並依照AKB48集團的出席編號排序。

### 風情萬種塞車中
主打單曲《風情萬種塞車中》（コケティッシュ渋滞中）是由秋元康作詞，曾經替NMB48譜寫《伊維薩女孩》的Fujino Takafumi（フジノタカフミ）作曲，並由經常與AKB48集團合作的佐佐木裕編曲。
此曲日文原文的歌名中之源自法文形容詞「coquettish」，此單字經常在英文與日文中作為外來語使用，形容女性散發魅力吸引異性的模樣。如同許多由秋元康所作詞的歌曲一般，雖然是寫給女性偶像歌手演唱的歌曲，但歌詞內容實際上卻是採用男性視角，敘述熟悉的青梅竹馬一陣子不見之後突然變得成熟動人，吸引了路人們駐足關注，結果導致人潮塞車的劇情。
單曲的MV是由經常與福山雅治、關8合作的音樂影片與電影導演中村哲平執導，綜合了過去《萬歲Venus》（バンザイVenus）與《巧克力的奴隸》（チョコの奴隷）等單曲MV的風格，在包括SKE48劇場所在地Sunshine榮、覺王山天使教堂（覚王山ル・アンジェ教会）、大須商店街、名古屋港水族館、綠洲21與名古屋電視塔等名古屋市區內的地標拍攝。MV中邀請了大量職業與業餘的客串舞者與SKE48的成員們合作，以類似快閃舞蹈風格的方式在街頭共舞。
入選此張單曲選拔的成員共有21人，並且由松井珠理奈與松井玲奈以雙center的方式帶領舞蹈隊形，而站其兩旁的前排成員則分別是北川綾巴與須田亞香里。
單曲選拔組的詳細名單如下：
- Team S：東李苑、大矢真那、北川綾巴、二村春香、松井珠理奈、宮澤佐江、宮前杏實
- Team KII：江籠裕奈、大場美奈、神門沙樹、惣田紗莉渚、高柳明音、古畑奈和
- Team E：磯原杏華、木本花音、佐藤堇（佐藤すみれ）、柴田阿彌、須田亞香里、谷真理佳、松井玲奈
- 研究生：松村香織

在入選此張單曲選拔的成員中，江籠裕奈、神門沙樹與磯原杏華是首度入選，其中二期生磯原杏華更是在加入SKE48之後活動了約六年才入選單曲選拔組。

### DIRTY
收錄在Type-A第二音軌的B面曲《DIRTY》是此張單曲中的Team S隊曲，由秋元康作詞，經常與AKB48集團合作擔任編曲工作的若田部誠作曲與編曲。如同許多過去的Team S隊曲，此曲的MV也是以帥氣的舞蹈風格為主軸，在與歌詞內容相呼應的工廠場景中拍攝。擔任此曲center的同樣也是松井珠理奈，並由北川綾巴與隊長宮澤佐江站其兩旁擔任前排成員。
參與此曲錄製的詳細成員名單如下：
- Team S：東李苑、犬塚朝奈（犬塚あさな）、大矢真那、北川綾巴、後藤理沙子、佐藤實繪子、竹內舞、田中菜津美、都築里佳、中西優香、野口由芽、二村春香、松井珠理奈、松本慈子、宮澤佐江、宮前杏實、矢方美紀、山內鈴蘭

在Team S的所有成員中，由NMB48自SKE48 Team S兼任的渡邊美優紀因遇上兩團體發片日期衝突的狀況而沒有參與新曲的錄製與拍攝，是唯一缺席的Team S成員。另外，由於佐藤實繪子與中西優香兩名資深成員在唱片錄製完成後將畢業離團，因此此曲也成為兩人最後一次以Team S成員身份參與錄製的隊曲。

### 我都知道
收錄在全版本第三音軌的《我都知道》（僕は知っている）是此張單曲的主要B面曲，也是SKE48的紀錄電影《偶像之淚 SKE48紀錄片》（アイドルの涙 DOCUMENTARY of SKE48）的主題曲。如同SKE48歷張單曲中的主要B面曲，此曲也沒有拍攝搭配的MV。
參與此曲演唱的成員人數眾多，其詳細名單如下：
- Team S：大矢真那、北川綾巴、後藤理沙子、中西優香、二村春香、松井珠理奈、宮澤佐江、宮前杏實、矢方美紀
- Team KII：阿比留李帆、石田安奈、內山命、江籠裕奈、高柳明音、古川愛李、古畑奈和
- Team E：磯原杏華、梅本圓（梅本まどか）、加藤琉美（加藤るみ）、木本花音、小林亞實、齊藤真木子、柴田阿彌、須田亞香里、松井玲奈、
- 研究生：松村香織

### 今夜Join us!
收錄在Type-B第二音軌的B面曲《今夜Join us!》（今夜はJoin us!/今夜加入我們！）是此張單曲中的Team KII隊曲，由秋元康作詞，曾替SKE48譜寫過《枯葉車站》（枯葉のステーション）的市川裕一作曲與編曲。
此曲的MV是由舞蹈場景與故事劇情兩個部分交錯剪輯而成，其中舞蹈的部分是由Team KII成員們穿著著美式畢業舞會（prom）風格的禮服拍攝，由高柳明音與古畑奈和兩人以雙center的方式站在舞蹈隊形中央，而站其兩旁的前排成員則分別是江籠裕奈與大場美奈。在劇情部分，Team KII隊員們扮演了正在為即將舉辦的畢業舞會進行準備的學校女子部成員，在討論到一同參與舞會的對象這話題時，突然發現被戲稱叫天然紀念物「Egōdo」（エゴード，是劇情主角江籠裕奈與神門沙樹兩人的姓氏合音）的兩名成員還沒找到舞伴，因此決定要齊心替她們兩人製造機會反過來邀請男生赴會。
參與此曲錄製的詳細成員詳列如下：
- Team KII：阿比留李帆、荒井優希、石田安奈、內山命、江籠裕奈、大場美奈、北野瑠華、神門沙樹、惣田紗莉渚、高木由麻奈、高塚夏生、高柳明音、日高優月、古川愛李、古畑奈和、山下由加里（山下ゆかり）

在單曲發行時名義上仍然是Team KII的兼任成員，但同時也擔任了NMB48新單曲center的山田菜菜，因單曲發行日撞期的緣故沒有參與這首隊曲的錄製。除此之外，阿比留李帆與隊長古川愛李因在單曲發行前後陸續畢業離團，因此這首歌也成為她們兩人最後一次參與的Team KII隊曲。

### 靜音的電視機
收錄在Type-C第二音軌的B面曲《靜音的電視機》（音を消したテレビ）是此張單曲中的Team E隊曲，由秋元康作詞，佐佐木裕作曲與編曲。此曲是由松井玲奈擔任舞蹈隊形的center，而站其兩旁的前排成員則分別是須田亞香里與木本花音。
參與此曲錄製的詳細成員詳列如下：
- Team E：磯原杏華、市野成美、梅本圓、加藤琉美、木本花音、熊崎晴香、小石公美子、小林亞實、齊藤真木子、酒井萌衣、佐藤堇、柴田阿彌、須田亞香里、髙寺沙菜、谷真理佳、福士奈央、松井玲奈

在參與的成員中，小林亞實因在單曲唱片錄製完成後畢業離團，因此這首歌也成為她最後一次參與的Team E隊曲。

### 櫻花，想要讓你記得
收錄在Type-D第二音軌的B面曲《櫻花，想要讓你記得》（桜、覚えていてくれ）是在單曲唱片錄製完成之後即將畢業離團的三名資深成員佐藤實繪子、中西優香與古川愛李的畢業曲，也是在日本4月畢業季期間發行的這張單曲中唯一一首與「櫻花」有關的應景歌曲。由秋元康作詞，曾替AKB48譜寫賣座單曲《戀愛的幸運餅乾》（恋するフォーチュンクッキー）的伊藤心太郎作曲與編曲。
接近7分鐘長的MV可概略分為兩個部分，其中前2分鐘是三人在營業時間外參觀空無一人的SKE48劇場，一邊聊天回憶過去種種的紀錄片。而後半段的主要歌曲部分，則是由三人從通过甄選會以來、在SKE48的各種活動影像，與在銚子電氣鐵道海鹿島車站帶有懷舊氣息的木造無人站房與月台拍攝的歌唱場景剪輯而成。在影片末尾三個人搭上象徵從過去開往未來的列車，啟程邁向未來。
演唱此曲的三名成員之所屬分隊如下：
- Team S：佐藤實繪子、中西優香
- Team KII：古川愛李

## 外部連結
- （日語）單曲唱片介紹 （页面存档备份，存于）（SKE48官方網站）
- 歌曲剪輯版MV（AKB48官方YouTube頻道）：
  - YouTube上的《風情萬種塞車中》特別剪輯版
  - YouTube上的《DIRTY》特別剪輯版
  - YouTube上的《今夜Join us!》特別剪輯版
  - YouTube上的《櫻花，想要讓你記得》特別剪輯版